# Orgjenpa
Orgyen Rinchen Pal, Orgjenpa (tyb.: ཨོ་རྒྱན་པ་རིན་ཆེན་དཔལ་, Wylie: o rgyan pa rin chen dpal; ur. 1230, zm. 1309) – wielki tybetański mahasiddha i uczony mistrz praktyk tantr Jogi Najwyższej buddyzmu tybetańskiego w szczególności twórca jednego z systemów spośród Ośmiu wielkich systemów praktyk buddyzmu tybetańskiego, tj. systemu Njendrub, "Podejścia i Zrealizowania Trzech Wadżr" (tyb. Dorje Sumgyi Nyendrub). 

## Życiorys
Urodzony w 1230 r. w Tybecie Orgjenpa został wyedukowany przez wielu nauczycieli w naukach buddyjskich dotyczących sutr i tantr, tak że stał się znamienitym znawcą tantry Kalaczakra oraz pod kierownictwem niezwykłego jogina tantrycznego Gontsanpa (1189 - 1258) wielkim mistrzem praktyk. Tak jak indyjscy mahasiddhowie przebywał w mistycznych miejscach, np. Oddijana, oraz bezpośrednio pobierał przekazy tantr od Wadzrajogini (manifestacja Buddy) oraz od dakiń, m.in. dakini Simhamukha. Jego system tantr Jogi Najwyższej zwany Njendrub dotarł m.in. do jego ucznia wielkiego III Karmapy Rangdziung Dordże i poprzez IV Karmapę oraz jego sukcesorów utrzymywany jest w ramach tradycji Kagju.